# Махаватар Бабаджи
Махаватар Бабаджи е името на индийски махаватар дадено от Лахири Махасая и няколко от неговите ученици, които са се срещали с Махаватар Бабаджи през периода от 1861 – 1935 година. Някои от тези срещи са описани от Парамаханса Йогананда в книгата „Автобиография на един Йогин“ (1946 г.), включително и личните срещи на Йогананда с Махаватар Бабаджи.
Други разкази от първа ръка са дадени от Шри Юктешвар Гири в книгата му Свещената наука.
Истинското име и рождена дата на Махаватар Бабаджи не са известни. Тези, които са се срещали с него в този период, го наричат с названието дадено от Лахири Махасая. Махаватар означава велик аватар, а Бабаджи означава „почитан баща“. Някои от срещите включват двама или повече свидетели и дискусии между тези които са се запознали с Махаватар Бабаджи показват, че всички те са се срещнали с една и съща личност.
Според преданията Бабаджи се ражда на 30 ноември 203 г. близо до устието на река Кавери в семейство на брахмани и оттогава не е умирал, като за изминалите столетия многократно се е появявал пред много хора. Първото въплъщение според Йогананда става около 1800 година и завършва през 1924 г. в присъствието на краля на Непал превръщайки се в огнено кълбо в средата на река. Второто въплъщение е Хайдакхан Бабаджи. През 1970 г. възниква от енергийно кълбо в подножието на Кайлаш и на 14 февруари 1984 г. пак напуснал физическото битие. Тялото му е погребано в Хайдакан. Говори се за изцеление на хора, възкресяване на мъртви, пребиваване едновременно на различни места, нахранване на огромен брой хора с малко количество храна.